# Markus Malle
Markus Malle (* 16. August 1971) ist ein österreichischer Politiker (ÖVP) und Geschäftsführer. Er ist seit 2013 Abgeordneter im Kärntner Landtag. 

## Ausbildung und Beruf
Markus Malle besuchte zunächst die Volksschule St. Ruprecht in Klagenfurt am Wörthersee und wechselte danach an das Musikgymnasium BRG Viktring. Nach der Matura an der BHAK II Klagenfurt studierte er Angewandte Betriebswirtschaftslehre an der Universität Klagenfurt und beendete sein Studium mit dem akademischen Grad „Mag.“. Er arbeitete ein Jahr lang als Organisationsleiter eines Universitätsprojektes, wo er unter anderem einen Kongress organisierte und war danach sechs Jahre lang Angestellter bei der Webagentur Carinthia-Online der Styria Medien AG. 2002 wechselte er in die Unternehmensberatung, wo er zusammen mit zwei Partnern das Unternehmen MPS consult mit den Schwerpunkten Technologie und Marketing gründete. Von 2007 bis 2018 war Malle beruflich als Direktor des Wirtschaftsbunds Kärnten aktiv, wobei er Geschäftsführer des Wirtschaftsbundes Kärnten und Geschäftsführer des Managementclubs Kärnten war.

## Politik und Funktionen
Malle begann seine politische Karriere in der Schüler- und Studentenvertretung. Er war der Schulsprecher, Landesschulsprecher und stellvertretender Bundesschulsprecher und engagierte sich in der Studienvertretung der Universität Klagenfurt, wo er Fakultätsvorsitzender der Fakultät für BWL und Informatik wurde.  In der Folge stand er der Jungen Wirtschaft Kärnten zwischen 2005 und 2007 als Landesvorsitzender vor. Er ist seit 2005 Ausschussmitglied der Fachgruppe Unternehmensberater & IT der Wirtschaftskammer Kärnten und seit 2008 Vorsitzender der Kontrollversammlung der Gebietskrankenkasse Kärnten. Im Jahr 2009 übernahm er zudem die Funktion des stellvertretenden Parteiobmanns der ÖVP Kärnten. Er trat bei der Landtagswahl 2013 an und wurde in der Folge nach der Wahl von Wolfgang Waldner zum Landesrat am 28. März 2013 als dessen Nachfolger im Landtag und Landtagsabgeordneter angelobt. Im Zuge des Rückzugs von Wolfgang Waldner als Landesrat, verlor Malle sein Landtagsmandat kurzfristig. Da Waldner zuerst offen ließ, ob er auch auf sein Landtagsmandat verzichten wolle und die gesetzliche Frist verstreichen ließ, wurde Waldner sein ursprüngliches Landtagsmandat zuerkannt und Malle aberkannt. Nach Waldners Verzicht wurde Malle das Landtagsmandat neuerlich zuerkannt, musste jedoch rund einen Monat auf seine neuerliche Angelobung warten.
Malle ist Mitglied des Ausschusses für Finanzen, Wohnbau und Gemeinden sowie Mitglied des Ausschusses für Recht, Verfassung, Europa, Volksgruppen, Bildung, Personal und Immunität.
2022 folgte er Julia Löschnig als ÖVP-Stadtpartei-Obmann in Klagenfurt nach.

## Privates
Malle ist verheiratet und Vater von drei Kindern.